# 船橋市立大穴北小学校
船橋市立大穴北小学校（ふなばししりつ おおあなきたしょうがっこう）は、千葉県船橋市大穴北一丁目にある公立小学校。
通称は「大穴北小」（おおあなきたしょう）または「北小」（きたしょう）。1977年、船橋市立大穴小学校から分離新設された。

## 校訓
よく学び
心豊かで
やり抜く子

## 学区
大穴北1〜3丁目、大穴北4丁目2番～5番、6番1号～14号・23号～30号、7番1号～15号・25号～35号、12番12号～26号、13番1号～30号、14番～28番、29番15号・24号～32号・34号～36号、大穴北5丁目1番～8番、10番～25番、27番、28番、大穴北6〜8丁目
三咲4丁目、三咲5丁目18番～33番、三咲6丁目14番～22番、三咲7丁目〜8丁目

## 沿革
- 1977年（昭和52年）
  - 3月31日 - 竣工。当時の住所は船橋市大穴町231番地2号であった。
  - 4月4日 - 大穴小学校から712名、三咲小学校から103名、豊富小学校から12名受け入れる。26学級。
  - 4月7日 - 最初の入学式。男子77名、女子180名、合計278名で当時としては珍しく女子が多かった。
  - 6月1日 - 1年生1学級、3年生1学級、計2学級増え、合計28学級に。
  - 9月23日 - 校歌制定。
  - 10月27日 - プール竣工。
- 1978年（昭和53年）5月1日 - 児童数が1,297名となり、プレハブ教室を普通教室として3新設。
- 1979年（昭和54年）
  - 1月31日 - 防球用ネットが校庭周囲に完成。
  - 3月31日 - 第2期工事竣工、普通教室9と特別教室3増築。
  - 4月21日 - 大穴北小学校PTA創立総会定期総会。
- 1986年（昭和61年）10月18日 - 創立10周年記念式典。
- 1996年（平成8年）
  - 10月24日 - 文部省主催全国学校体育研究大会にて「全国保健体育優良校」を受賞
  - 11月16日 - 創立20周年記念祝賀会
- 1997年（平成9年）11月1日 - ダイオキシン問題により焼却炉が使用停止、後使用禁止に。

## 交通
- 最寄り駅：京成電鉄松戸線
  - 高根公団駅：京成バス千葉ウエスト高01系統さつき台行き乗車、梨園下車徒歩5分
  - 滝不動駅：徒歩12分
  - 三咲駅：徒歩15分